# Alpina nigrifasciata
Alpina nigrifasciata là một loài bướm đêm trong họ Geometridae.